# Cabo de la Vela
Das Cabo de la Vela ist ein Kap an der nordwestlichen Küste der Guajira-Halbinsel in Kolumbien und liegt an der nördlichsten Gegend Südamerikas. Im Westen erstreckt sich der Golf von Darién, im Norden und Osten das Karibische Meer. Das Kap wurde Anfang des 16. Jahrhunderts von Alonso de Ojeda und Juan de la Cosa entdeckt. Nikolaus Federmann gründete 1535 das erste Dorf von Europäern in der Nähe des Kaps mit dem Namen Nuestra Señora Santa María de los Remedios del Cabo de la Vela. Die Wüstenregion um das Cabo de la Vela wird vom indigenen Volk der Wayúu bewohnt.
Das Cabo de la Vela ist ein beliebtes Ökotourismus-Ziel Kolumbiens.